# Raicoalefa
Raicoalefa (Rekoalepa) ist eine osttimoresische Aldeia im Suco Seloi Craic (Verwaltungsamt Aileu, Gemeinde Aileu). 2015 lebten in der Aldeia 454 Menschen.

## Geographie
Die Aldeia Raicoalefa liegt im Norden des Sucos Seloi Craic. Südlich befindet sich die Aldeia Talifurleu, nordwestlich die Aldeia Fatumane, nördlich die Aldeia Faularan und östlich die Aldeia Leobraudu. Im Südosten grenzt Raicoalefa an den Suco Seloi Malere.
Durch Raicoalefa führt die Überlandstraße von Gleno im Südwesten, nach Turiscai im Nordosten. An ihr reicht aus Talifurleu das Dorf Aibitikeou nach Raicoalefa hinein. An der nordöstlichen Grenze liegt an der Straße das Zentrum des Dorfes Darhai, das weit in die Aldeia Leobraudu hineinreicht.

## Politik
2023 wurde Terezinha Mendonҫa zum Chefe de Aldeia gewählt.